# Ashampoo

Logo bis 2019

Die Ashampoo GmbH & Co. KG ist ein mittelständisches Unternehmen aus Rastede bei Oldenburg, das Software-Produkte weltweit über das Internet vertreibt und teilweise auch entwickelt. Das Unternehmen wurde 1999 von Rolf Hilchner in Oldenburg gegründet, der Ashampoo – neben dem für Finanzen zuständigen Geschäftsführer Heinz-Wilhelm Bogena – bis Anfang 2012 leitete. Mit Sebastian Schwarz und Jens Klibingat traten zwei neue Geschäftsführer die Nachfolge an und Hilchner und Bogena wechselten in den Aufsichtsrat. Im Mai 2017 kündigte das Unternehmen einen Neubau des Büros in Rastede im Wert von mehr als 16 Millionen Euro an. Im Juli 2019 konnte der neue Firmensitz, das CRASH-Gebäude, in Rastede bezogen werden. Im November 2019 wurde dann das 20-jährige Bestehen gefeiert.

## Name
Der Name der Firma stammt von der ersten Windows-Optimierungs-Software der Firma. Laut Aussage des Firmengründers war der Name vom Konkurrenzprodukt Norton CleanSweep (engl. „to sweep“ = fegen, kehren) inspiriert mit dem Hintergedanken, dass ein Shampoo sauberer reinigt als ein Besen.

## Produkte
Die Hauptprodukte sind die Windows-Optimierungs-Software Ashampoo WinOptimizer, das Brennprogramm Ashampoo Burning Studio sowie die Foto-Software Ashampoo Photo Commander und das Screenshot-Programm Ashampoo Snap, die für Windows verfügbar sind.
Weitere Software-Produkte bietet das Unternehmen unter anderem in den Bereichen Sicherheit, Multimedia, Office, CAD & Konstruktion sowie Tools & Utilities an.

## Reichweite
Nach Unternehmensangaben liegt die Anzahl registrierter Kunden bei über 20 Millionen (Stand November 2019) und die der Softwareinstallationen bei etwa 170 Millionen (April 2014). Zu Ashampoo gehörte in der Vergangenheit auch das Download-Portal DownloadMix.

## Kritik
Eine kostenfreie Nutzung der Software ist ohne Registrierung bis zu 10 Tage möglich. Sollte der Testzeitraum nicht ausreichen, kann dieser auf bis zu 30 Tage gegen eine kostenfreie Registrierung verlängert werden. Im Gegenzug erhält der Nutzer dann in relativ kurzen Abständen Newsletter des Unternehmens, die aber jederzeit direkt aus dem Newsletter heraus abbestellt werden können.
Am 19. April 2011 gab das Unternehmen bekannt, dass Adressdaten von Ashampoo-Nutzern wie Name und E-Mail-Adresse bei einem Hackerangriff gestohlen wurden.